# 검은덤불왈라비
검은덤불왈라비(Thylogale brunii)는 캥거루과에 속하는 유대류의 일종이다. 인도네시아 파푸아 주와 파푸아뉴기니의 아루 제도와 카이 제도 그리고 플라이 강 횡단 사바나 및 초원 생태구에서 발견된다. 자연 서식지는 아열대 또는 열대 건조림과 건조한 사바나 지역, 아열대 또는 열대 관목 지대, 그리고 아열대 또는 열대 건조 저지대 초원 지대이다. 서식지 감소로 멸종 위협을 받고 있다. 학명은 1711년 초판 발행된 여행기 제2권에서 이 종을 최초로 기술한 네덜란드 화가 드 브루인(Cornelis de Bruijn)을 기리기 위해 붙여졌다. 드 브루인은 이 종에 처음 "필란데르"(philander, "사람들의 친구(friend of man)"라는 통용명을 붙였고, 나중에 "아루섬왈라비"(Aru Island wallaby)라는 통용명으로 불렸다.